# Ele Keats
Pour les articles homonymes, voir Keats.
Ele Keats, née Elemy Georgescu le 24 août 1971 à Paris en France, est une actrice américaine.

## Filmographie

### Actrice

#### Cinéma
- 1990 : Missing Parents : Audry
- 1991 : Les Aventures de Rocketeer (The Rocketeer ) de Joe Johnston : Girl at Newsstand
- 1991 : Traumatismes (Liebestraum) de Mike Figgis : l'actrice de série télévisée
- 1991 : Frankie et Johnny (Frankie and Johnny) de Garry Marshall : Artemis
- 1992 : Newsies de Kenny Ortega : Sarah Jacobs
- 1993 : Les Survivants (Alive) de Frank Marshall : Susana Parrado
- 1994 : Lipstick Camera de Mike Bonifer : Omy Clark
- 1994 : There Goes My Baby de Floyd Mutrux : Emily
- 1994 : Cityscrapes: Los Angeles de Michael Becker : Chloe
- 1995 : Mother de Frank LaLoggia : Audrey
- 1995 : I Shot a Man in Vegas (en) de Keoni Waxman : Hippie Chick
- 1995 : Les aventuriers de la rivière sauvage (en) (White Wolves II: Legend of the Wild) de Terence H. Winkless : Beri
- 1998 : Hairshirt (en) de Dean Paraskevopoulos : la fille giflée
- 2001 : March de James P. Mercurio : Jessica
- 2004 : Eros de Michelangelo Antonioni, Steven Soderbergh et Wong Kar-wai : La femme / Cecelia
- 2005 : The Good Humor Man de Tenney Fairchild : la mariée
- 2006 : Monday de Heidi Van Lier : la petite amie
- 2011 : American Decaf de Heidi Van Lier : Elie
- 2014 : Snowflake (court métrage) de Francesco Roder : Claire
- 2015 : Insidious : Chapitre 3 (Insidious: Chapter 3) de Leigh Whannell : Lilith Brenner
- 2016 : Ouija : Les Origines (Ouija: Origin of Evil) de Mike Flanagan : La mère d'Ellie
- 2018 : 2 Minutes (and 9 Hours) de Francesco Roder : Lisa

#### Télévision

##### Séries télévisées
- 1990 : The Outsiders (en) : ? (épisode pilote)
- 1990 : Tribes (en) : Anny (65 épisodes)
- 1990 : Room for Romance : ? (saison 1, épisode 3)
- 1990 : Dear John (en) : Sandy / L'étudiante amoureuse (3 épisodes)
- 1993 : Promo 96 (en) (Class of '96) : Karen Anderson (saison 1, épisode 14)
- 1998 : Diagnostic : Meurtre (Diagnosis Murder) : Amy Sanderson (saison 1, épisode 16)
- 1998 : Les Anges du bonheur (Touched by an Angel) : Tracy Beringer (saison 4, épisode 23)
- 1999 : Undressed : ? (épisode pilote)
- 2001 : Les Experts (CSI: Crime Scene Investigation) : Joyce Lanier (saison 1, épisode 14)
- 2005 : Night Stalker : Le Guetteur (Night Stalker) : Emily Gale (épisode pilote)
- 2006 : Cold Case : Affaires classées : Helen Bradley (saison 4, épisode 7)
- 2009 : Les Experts : Manhattan (CSI: NY) : Mary McQuade (saison 6, épisode 11)
- 2010 : Greek (GRΣΣK) : Margie Hilgendorf (saison 3, épisode 16)
- 2010 : The LXD: The Legion of Extraordinary Dancers (en) : Diane James (saison 2, épisode 7)
- 2017 : The Last Ship : Christine Slattery (saison 4, épisode 4)

##### Téléfilms
- 1992 : Murder Without Motive: The Edmund Perry Story de Kevin Hooks : Lisa
- 1994 : Missing Parents de Martin Nicholson : Melanie Hope
- 1995 : White Dwarf (en) de Peter Markle : Princesse Ariel
- 1996 : Race Against Time: The Search for Sarah de Fred Gerber : Sarah Porter

### Productrice
- 2014 : Snowflake (court métrage) de Francesco Roder

## Jeu vidéo
- 2000 : Code Blue : Samantha Smith (voix)